# St-Laurent-du-Mont (Argelès-sur-Mer)
Die kleine ehemalige Pfarrkirche Saint-Laurent-du-Mont (katalanisch Sant Llorenç del Mont) befindet sich auf dem Gebiet der Gemeinde Argelès-sur-Mer im Département Pyrénées-Orientales in der südfranzösischen Region Okzitanien.

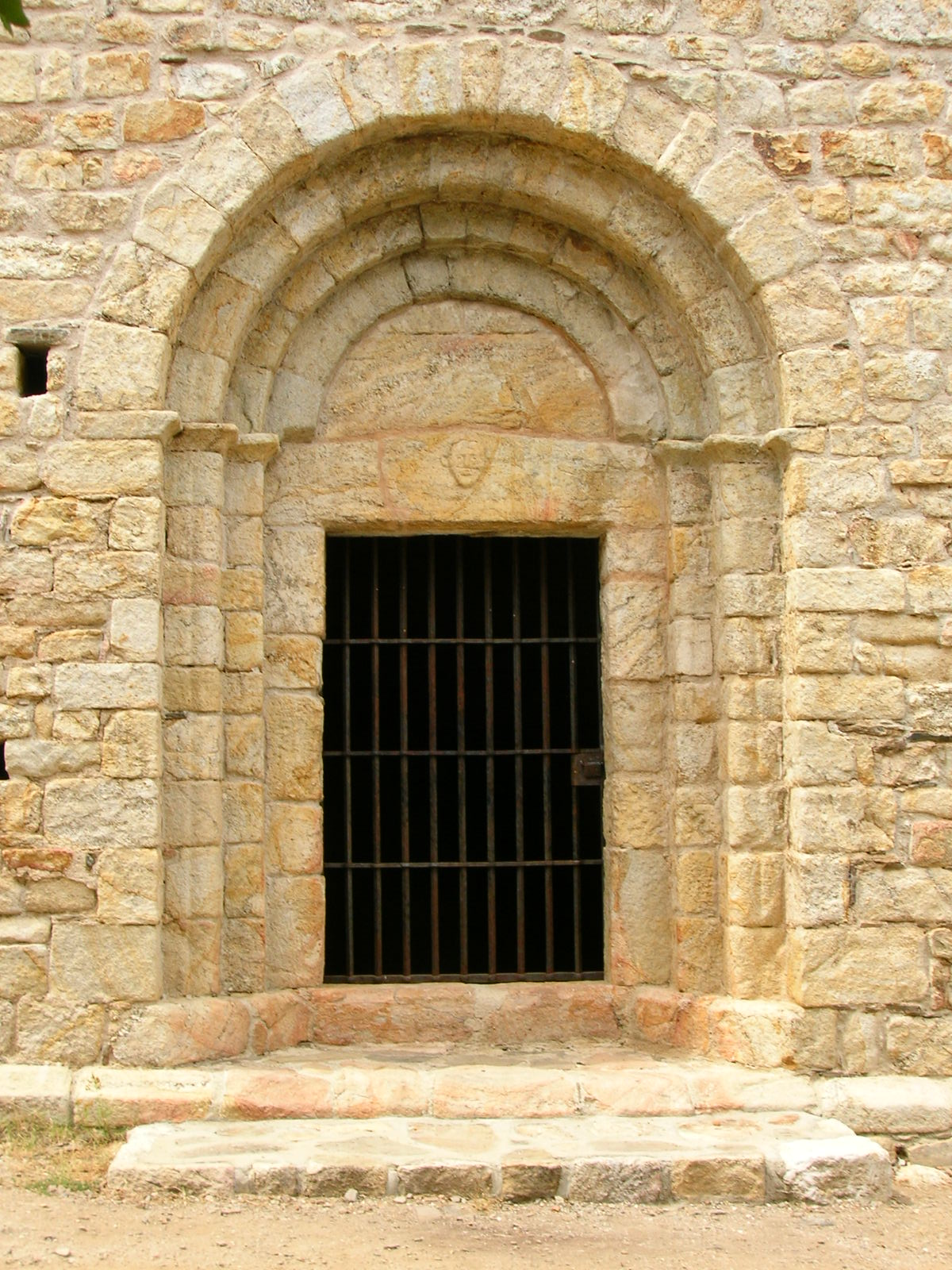
Saint-Laurent-du-Mont – Südportal

## Lage
Die Kirche liegt isoliert und etwas versteckt in etwa 200 Metern Höhe im Wald von Valmy etwa fünf Kilometer südlich von Argelès.

## Baugeschichte
Die Kirche entstand an der Stelle eines präromanischen Vorgängerbaus, der dem Hl. Petrus (St-Pierre) geweiht war und im Jahre 981 erstmals erwähnt wurde. Die heutige, dem Hl. Laurentius geweihte Kirche entstammt der Mitte des 12. Jahrhunderts und wurde im Jahre 1164 durch den Bischof von Elne geweiht. Der Bau wurde nach seiner Fertigstellung nicht mehr verändert und bietet somit den – eher seltenen – Anblick einer vollkommen einheitlichen romanischen Pfarrkirche. Der Ort und somit auch seine Pfarre wurden im 16. oder 17. Jahrhundert aufgegeben; trotzdem wurde die Kirche auch in der Folgezeit einmal jährlich am Patronatsfest (10. August) von Pilgern aus der Umgebung besucht. Im Jahre 1990 fanden umfangreiche Sicherungs- und Renovierungsmaßnahmen statt.

## Architektur
Der Kirchenbau besteht aus zwei Bauteilen: einem Langhaus und einer etwas kleiner dimensionierten halbrunden Apsis. Alle Außenwände sind – handwerklich perfekt – aus nur geringfügig behauenen Natursteinlagen errichtet. Über der schmucklosen Westfassade erhebt sich ein zweigeteilter Glockengiebel, dessen Geläut wahrscheinlich bei der Aufgabe des Ortes ausgebaut wurde.
Bemerkenswert ist das – für eine Pfarrkirche architektonisch außergewöhnlich reich gestaltete – Eingangsportal auf der Südseite mit seinem mehrfach zurückgestuften Portalgewände mit halbrunden Archivoltenbögen und einem – leicht giebelförmigen – steinernen Sturzbalken. Letzterer zeigt einen primitiv anmutenden Kopf, dessen religiöse und/oder unheilabwehrende (apotropäische) Bedeutung unklar ist. Das Tympanonfeld, die Kapitellsteine und die Archivoltenbögen sind ansonsten völlig undekoriert. Lediglich kleine Kämpferplatten grenzen die gemauerten Pfeiler des Gewändes von den Archivolten ab.
Das einschiffige, etwa 7,50 Meter lange, 3,20 Meter breite und von einem Tonnengewölbe bedeckte Kircheninnere wird lediglich über eine kleine – ehemals unverglaste – Fensteröffnung im Westen belichtet; die leicht eingezogene und etwa 1,80 Meter in der Tiefe messende Apsis hat ein zusätzliches Ostfenster.